# Yuri Glazkov
Yury Nikolayevich Glazkov (en ruso: Ю́рий Никола́евич Глазко́в; Moscú, 2 de octubre de 1939 – 9 de diciembre de 2008) fue un oficial del aire y cosmonauta soviético. Glazkov llegó al rango de general de la Fuerza Aérea de Rusia.

## Biografía
Glazkov se graduó en la Escuela de Ingeniería Militar de Kharkov en 1962, recibiendo el título de Candidato a Ciencias Técnicas.
Sirvió como Ingeniero de vuelo en la Fuerza Aérea Soviética antes de ser elegido como cosmonauta el 23 de octubre de 1965. Voló como ingeniero de vuelo en las misiones del Soyuz 24. Se retiró como cosmonauta el 26 de enero de 1982. Después de la Soyuz 24, fue nombrado Héroe de la Unión Soviética.
Se doctoró en Ciencias Técnicas en 1974 y en 1989 se convirtió en el primer Jefe Adjunto del Centro de Formación de Cosmonautas Gagarin, cargo del que se retiró en mayo de 2000.
Glazkov escribió diferentes libros, como la guía técnica de paseos espaciales, Outside Orbiting Spacecraft de 1977 y un libro sobre la exloración espacial, The World Around Us en 1986. Glazkov también escribió varias novelas de ciencia ficción. Una de ellos, "Чёрное безмолвие" (El Silencio Negro) de 1987 tuvo las ilustraciones del cosmonauta Vladimir Dzhanibekov.